# Fosses
 Fosses  es una población y comuna francesa, en la región de Isla de Francia, departamento de Valle del Oise, en el distrito de Sarcelles y cantón de Luzarches.

## Demografía
| 197 | 202 | 196 | 174 | 186 | 187 | 195 | 175 | 158 | 176 | 194 | 226 | 246 | 260 | 206 | 230 | 224 | 217 | 329 | 251 | 270 | 350 | 786 | 1 261 | 1 207 | 1 525 | 1 773 | 2 209 | 6 453 | 8 832 | 9 620 | 9 998 | 9 701 |
| Para los censos de 1962 a 1999 la población legal corresponde a la población sin duplicidades (Fuente: INSEE [Consultar]) |     |     |     |     |     |     |     |     |     |     |     |     |     |     |     |     |     |     |     |     |     |     |       |       |       |       |       |       |       |       |       |       |